# Pozzolana
Pozzolana è il termine che indica una fine cenere vulcanica estratta tradizionalmente a Pozzuoli, sulle falde della Solfatara. È utilizzata prevalentemente nell'industria edile.

## Storia
Vitruvio descriveva quattro tipi di pozzolana: nera, bianca, grigia e rossa. La biancastra veniva usata dai popoli osco-italici ancora prima dei romani (testimonianza sono le murature in opus caementicium) e come legante per murature; veniva usata in associazione con la calce e materiale inerte (di solito, sabbia di fiume o di mare), dando così origine al primo legante idraulico in grado di fare presa anche sott'acqua e di durata straordinariamente lunga; l'uso di questo impasto, ma con pozzolana vulcanica, facilitò anche la costruzione di cupole di grande ampiezza come quella del Pantheon, in quanto la presa più rapida facilitava il lavoro delle centine. 
Questa tecnica andò perduta con la fine dell'impero, ma tornò in auge verso l'anno 1000 d.C., grazie ai monaci benedettini che ne riscoprirono l'uso per la ricostruzione delle Chiese durante e dopo le invasioni barbariche. Le maestranze cominciarono a comprendere la necessità dell'impiego della pozzolana e questa ebbe maggiore diffusione nel Rinascimento rendendo possibili costruzioni ardite. Anche Brunelleschi risolse tanti problemi utilizzando le malte oramai già note.
Nel Rinascimento l'uso della pozzolana venne reintrodotto e quel materiale, miscelato con inerte (sabbia) e calce spenta, è stata utilizzata fino ai primi anni dopo la seconda guerra mondiale, quando oramai cominciò ad entrare nell'uso comune il cemento pozzolanico industriale, prodotto in larga scala. La riscoperta della pozzolana a livelli industriali si è avuta nel secolo scorso con l'avvento del cemento Portland e con la scoperta della compatibilità fra i due materiali.

## Descrizione

### Tipologia
Le pozzolane sono costituite essenzialmente da biossido di silicio reattivo e ossido di alluminio e in minima parte da altri ossidi come l'ossido di ferro; è trascurabile la quantità di ossido di calcio reattivo. Il tenore di biossido di silicio reattivo non deve essere inferiore al 25% in massa. In generale è composta da piroclastite sciolta, a granulometria variabile dal limo alla sabbia, con inclusi ghiaiosi costituiti in prevalenza da pomici e in piccola parte anche da scorie vulcaniche. 
Ha varie colorazioni, quella flegrea è generalmente grigia o grigio-verdastra, a tratti giallastra. Quando si trova di colore marrone-brunastro è generalmente alterata per fenomeni di umificazione. Da un punto di vista vulcanologico, rappresenta i prodotti eruttivi della IV fase di attività della caldera flegrea. Quella proveniente dalla fascia centrale appenninica, versante est della catena del Gran Sasso-Maiella, è quasi sempre biancastra. 

### Luoghi di estrazione
Si estrae principalmente nei Campi Flegrei, da cui prende il nome (polvere di Pozzuoli). Con questo nome sono oggi identificate tutte le piroclastiti sciolte anche di origine diversa, ad esempio del Lazio o del Vesuvio. Un tempo si estraeva in abbondanza, nelle tantissime cave di Tufara Valle, località sulla Via Appia, al confine tra la provincia di Benevento e quella di Avellino. Ancora oggi sono visibili i vecchi siti, le cosiddette "tufere", da cui poi il nome della zona. 
Le cave di pozzolana abruzzesi, invece, solitamente sono giacimenti posti su terrazzi fluviali, sulle colline, e il materiale ha colorazione molto chiara, quasi biancastra. La pozzolana miscelata con la calce viva e inerti (con aggiunti anche frammenti di coccio pesto nel periodo osco-italico) è stata un ottimo legante per le murature, sia come malta da usare per i muri, che come componente principale dell'opus caementicium che era già un calcestruzzo usato dagli osco-italici, prima ancora dei romani.

## Utilizzo in edilizia

### Attività pozzolanica
La pozzolana naturale possiede una struttura amorfa costituita principalmente da silice.
Quando viene finemente macinata e in presenza di calce, a contatto con l'acqua si comporta come un ottimo legante idraulico con prestazioni meccaniche superiori a quelle della calce stessa; da sola a contatto con l'acqua, invece, non indurisce, pertanto non ha caratteristiche idrauliche come, ad esempio, il cemento. Questo comportamento, dovuto a un complesso di reazioni con la calce in presenza di acqua, viene denominato attività pozzolanica o comportamento pozzolanico. Tale comportamento è riscontrabile in diverse sostanze naturali o sottoprodotti industriali (microsilice, ceneri volanti, ecc.) che, pertanto, vengono classificati come materiali ad attività pozzolanica. Grazie a questa proprietà la pozzolana, e in generale i materiali ad attività pozzolanica, vengono utilizzati in edilizia in combinazione con il cemento Portland sotto forma di aggiunta. Infatti l'accoppiamento cemento Portland - pozzolana (o materiale a comportamento pozzolanico) è positivo, poiché durante l'idratazione del cemento si libera della calce che, pertanto, diventa disponibile per attivare l'indurimento della pozzolana.

### Pozzolana naturale calcinata
Oltre alla pozzolana naturale, in edilizia viene utilizzata anche la pozzolana naturale calcinata. Queste pozzolane sono costituite da materiali di origine vulcanica, argille, scisti o rocce sedimentarie, allo stato naturale oppure trattate e attivate termicamente. Anche questa pozzolana, finemente macinata, è caratterizzata da un comportamento pozzolanico, pertanto viene impiegata nel campo della produzione di cementi.
La UNI EN 197-1 individua le pozzolane con le seguenti sigle:
- P per quella naturale;
- Q per quella naturale calcinata.

### Tipi di cemento e impieghi
La pozzolana naturale e industriale è utilizzata come aggiunta di tipo II, grazie alla sua attività pozzolanica, che addizionata al cemento Portland in proporzioni variabili dà origine ai cementi pozzolanici.
Nel confezionare un cemento pozzolanico bisogna garantire un adeguato tenore di cemento Portland, almeno del 40-50%, affinché si liberi una quantità di idrossido di calcio idonea ad attivare la pozzolana.
Secondo le norme UNI EN 197-1 i cementi pozzolanici propriamente detti sono indicati come cementi tipo IV (CEM IV).
Di questi cementi, in base principalmente alla percentuale di pozzolana (sia tipo P che Q), vengono individuati due sottotipi:
- CEM IV/A con percentuale di pozzolana compresa tra il 11% e il 35%;
- CEM IV/B con percentuale di pozzolana compresa tra il 36% e il 55%.

Il cemento pozzolanico presenta in determinate circostanze prestazioni migliori del cemento Portland quali ad esempio:
- minore sviluppo di calore: infatti essendoci un minore quantitativo di clinker di Portland risulta inferiore il tenore di alluminato tricalcico di silicato tricalcico, che sono i componenti del clinker che producono maggior calore di idratazione. Pertanto il cemento pozzolanico è molto utilizzato nei getti massivi come platee di fondazione e dighe;
- maggiore resistenza all'attacco solfatico: infatti essendoci un minore quantitativo di clinker di Portland risulta inferiore il tenore di alluminato tricalcico che è l'elemento del cemento sensibile all'azione dei solfati (ettringite);
- maggiore resistenza al dilavamento: infatti, essendoci un minore quantitativo di clinker di Portland, risulta inferiore il tenore di calce. Inoltre, poiché la pozzolana reagisce con la calce, si avrà un'ulteriore riduzione di quantità di idrossido di calcio libero. L'idrossido di calcio libero, in presenza di acque aggressive, viene dilavato creando una struttura porosa, pertanto più accessibile agli agenti esterni: un minor tenore di calce, quindi, determina una matrice cementizia più compatta e un calcestruzzo più durevole.

Oltre ai cementi pozzolanici propriamente detti, la UNI EN 197-1 individua anche un altro tipo di cemento contenente pozzolana:
- il cemento composito (CEM II) alla pozzolana.

Di questo tipo di cemento esistono quattro sottotipi:
- CEM II/A-P: percentuale di pozzolana naturale: 6-20%;
- CEM II/B-P: percentuale di pozzolana naturale: 21-35%;
- CEM II/A-Q: percentuale di pozzolana naturale calcinata: 6-20%;
- CEM II/B-Q: percentuale di pozzolana naturale calcinata: 21-35%.